# Hoplocerambyx minor
Hoplocerambyx minor là một loài bọ cánh cứng trong họ Cerambycidae.